# 懐炉
懐炉（かいろ）とは、化学発熱体や蓄熱材などを内蔵し携帯して身体を暖めるもの。片仮名でカイロとも記される。

## 種類

### 温石
古い時代（『落窪物語』に記述あり）には、懐中に入れて暖を取るものとして温石が利用されていた。滑石などを火鉢などで加熱し、適度に冷ますか布に包むなどして使用するものの他、塩のみ、または塩と糠を混ぜたものを炒って布に包んだもの（塩温石）も同様に使用されており、江戸時代くらいまでは一般的だったようである。当時から布団の足下に置くなどして睡眠時に使用されていたが、中世ヨーロッパでも同様に使っていたらしい。

### 灰式カイロ
江戸時代の元禄期初期には、懐炉灰（木炭粉末に、保温力の強いナスの茎の灰などを混ぜたもの）を通気孔の開いた金属容器に入れ、燃焼させるカイロがあったことが知られている。この木炭粉末に混ぜる灰は、麻殻や桐灰も使われた。
明治時代に入ると、金属製の筐体にロックウールを保持媒体として内蔵する灰式カイロを製造するメーカーが国内に多数現れ、同様の構造を持つ豆炭行火と共に、安価で簡便な暖房器具として大いに普及した。1904年（明治37年）には麻の一大生産地である栃木県で麻殻を再利用した懐炉灰の大量生産が始まった事も、その普及を後押しした。なお、灰式カイロは 1888年（明治21年）に米国ウィスコンシン州の地方紙に "The Jap's Pocket Stove" として紹介されている。明治から大正に掛けて製品化された懐炉灰は、棒状に整形されて紙に包まれており、紙に点火することで容易に着火が可能な形態となっていた。内部にロックウールを内蔵せず、複雑に通気穴が開けられた二重構造の金属筐体を持つものもあり、円形の比較的大きな筐体を有するものもあった。円形の灰式カイロ向けには、渦巻き型に整形された懐炉灰が用いられた。
灰式カイロは大正時代に後述の白金触媒式が登場すると徐々に市場シェアを縮小させていき、昭和時代中期に使い捨てカイロが台頭して以降は桐灰化学、マイコール、楠灰製造などごく僅かなメーカーのみが製造を継続する状況となっていった。この時期の灰式カイロは懐炉灰に点火すると8時間程度発熱する設計となっており、持続時間では白金触媒式、利用の簡便さでは使い捨てカイロに大きく劣る状況であったが、燃焼時に水分を全く発生させない構造から、特にカメラや天体望遠鏡のレンズを温めて結露を除去する用途で根強い需要が存在し続けており、登山カメラマンの間でも燃料の携帯が安全かつ容易なことから、この形式の人気は根強いものがあった。
2010年代初頭、国内で最後まで灰式カイロを製造していた楠灰製造が登山用品メーカーのハイマウント社向けのOEM供給品の生産を終了し、日本国内ではこの形式のカイロを製造するメーカーは皆無となった。海外ではイギリスのアウトドア用品メーカーであるゲラート (会社)社が製造販売を継続しているが、国内企業からは懐炉灰の供給も途絶えているため、愛好者は輸入品、もしくは香炉で用いられる香炭を代用燃料として利用している状況である。

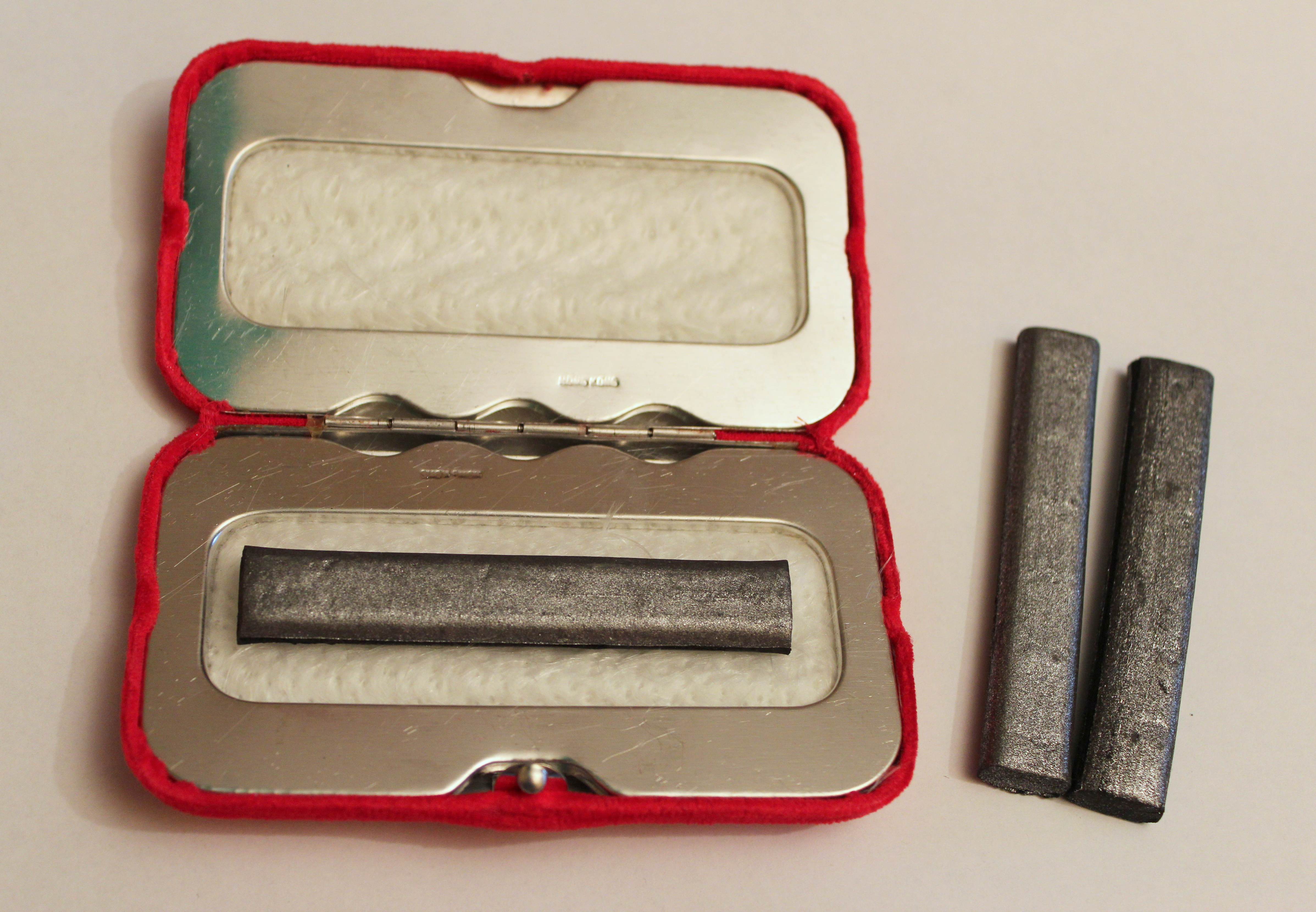
灰式カイロと固形の懐炉灰
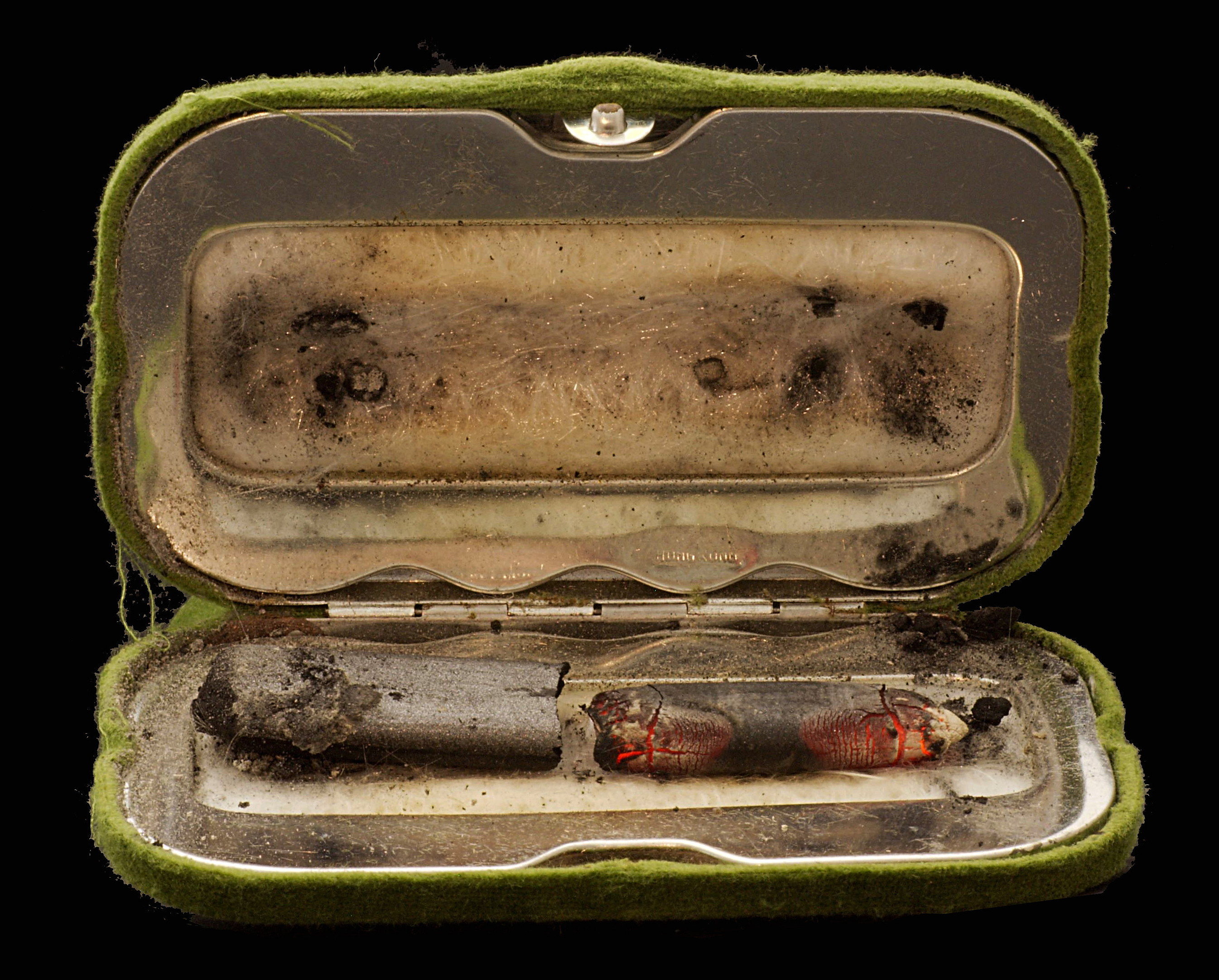
燃焼中の灰式カイロ

### 白金触媒式カイロ
白金触媒式のカイロとは、プラチナによる燃料の酸化発熱を利用したカイロである。ベンジンを主な燃料としている。
大正末期、的場仁市がイギリスのプラチナ触媒式ライターを参考に、「プラチナ（白金）の触媒作用を利用して、気化したベンジンをゆっくりと酸化発熱させる」懐炉を独自に発明し、1923年に「ハクキンカイロ（白金懐炉）」の商品名で発売した。ベンジンが稀少であった第二次世界大戦前や戦中は郵便局や軍隊などが利用の中心だったが、戦後はハクキンカイロ社以外の製品も登場し一般にも広く普及した。
ベンジンなどの石油系炭化水素を、白金（プラチナ）の触媒作用により、摂氏300度 - 400度の比較的低温域で、緩やかに二酸化炭素と水へ酸化分解させ、その過程で反応熱を取り出す。炭化水素を燃料とするが、比較的低温な反応のため窒素酸化物をごく微量しか生成しない。反応の結果は燃焼に酷似する。
触媒となるプラチナをマット状ガラス繊維に粒子として付着させてあり、効率的に反応が進行する。ベンジン1cc当り約11,500cal（≒48,116J）と、使い捨てカイロの約13倍の熱量を持ちながら、機種により差はあるがおよそ燃料1ccで、表面温度60度の状態を約1 - 2時間保持可能。補給する燃料の量によって持続時間を調節でき、24時間以上使える製品もある。反応開始時は触媒を130℃以上まで加熱する必要がある。ライターなどの遠火であぶるか、電熱線が付属するものはそれを使うようになっている。ハクキンカイロの輸出仕様には、紙巻タバコ点火目的の穴が蓋部分に開けられている製品が存在する。
燃料については、ハクキンカイロではカイロ用ベンジンが、ジッポーハンディウォーマーではジッポーオイルが、ハクキンカイロの輸出用製品ではジッポーオイルとホワイトガソリンが指定されている。自己責任で指定外の燃料を使用する者もいるが、製品の寿命・性能などが低下したり、不快なにおい・有毒なガスが発生することがあるため注意が必要。自動車用のガソリンや染み抜き用ベンジンを使用すると発熱はするものの、添加物のために火口を汚損したり不快なにおいが出ることがあり、カイロ燃料としては不向きである。なお引火性液体の航空機内への持ち込みは法令によって禁止されているため、ベンジンなどを使ったカイロ本体も同様に持ち込みが禁止されることがある。JRについては燃料を充填したカイロの持ち込みは規定量までは可能。ただし燃料単体は、2015年6月30日に発生した東海道新幹線での放火事件を受け、2016年4月28日より持ち込み禁止となった。
現在、日本国内メーカー製造・販売のベンジンを燃料とする白金触媒式カイロは、ハクキンカイロ株式会社が販売する「ハクキンカイロ」、マルカイコーポレーションが販売するジッポーブランドの「ハンディウォーマー」およびマルカイオリジナルブランドの「ハンディウォーマーミニ」などがある。なお川崎精機製作所（東京都荒川区）が「KAWASAKIポケットウォーマー」を販売し、2006年から新規参入している。白金触媒式カイロは、本体材質が真鍮かそれ以外の材料の差違がある程度で、基本構造および本体形状は元祖たるハクキンカイロにほぼ準じている。
ハクキンカイロと異なる形状・構造を持つ白金触媒式カイロとしては、1953年に松下電器産業（現：パナソニック）から発売されたナショナル黄金カイロ（またはナショナルカイロ）が存在した。黄金カイロはドーナツに似た円盤状の本体を持ち、乾電池を利用した専用点火具で電熱線を熱することで点火を行う形式で、本体中央部に嵌め込まれた円筒状の触媒ユニットを回転させて触媒と燃料タンク開口部をずらしてしまう事で任意に発熱反応を停止出来る事も特徴の一つであった。そのため、女性や子供でも扱いやすく平置きにも支障がない白金触媒式カイロとして長くハクキンカイロと市場シェアを争い続けた。ナショナルカイロはハクキンカイロ標準モデルとほぼ同じ燃焼時間の「標準型」の他、本体の厚さを薄くした「うす型」、本体の小型化を行った「ミニ」などのモデルが存在したが、使い捨てカイロ登場に伴う市場の縮小から1993年4月に全てのモデルの販売を終了した。そのため火口などの純正部品の供給も、すでに終了している。
なおナショナルカイロの販売終了後、松下電器産業アイロン事業部からナショナルほっとベルトおよびナショナルほっとベストなる商品も発売された。単三乾電池2本を電源とする電磁ポンプにより、専用カートリッジ内ブタンガスを白金触媒ヒーター部に送り込み、酸化発熱させる原理。メーカーによれば「使い捨てカイロの約20倍のパワー（ほっとベストの場合）」、任意のON・OFF、三段階温度調節、オフタイマー機能、ガス燃料のためベンジンのように臭わず燃料補充も容易などの長所を持っていた。

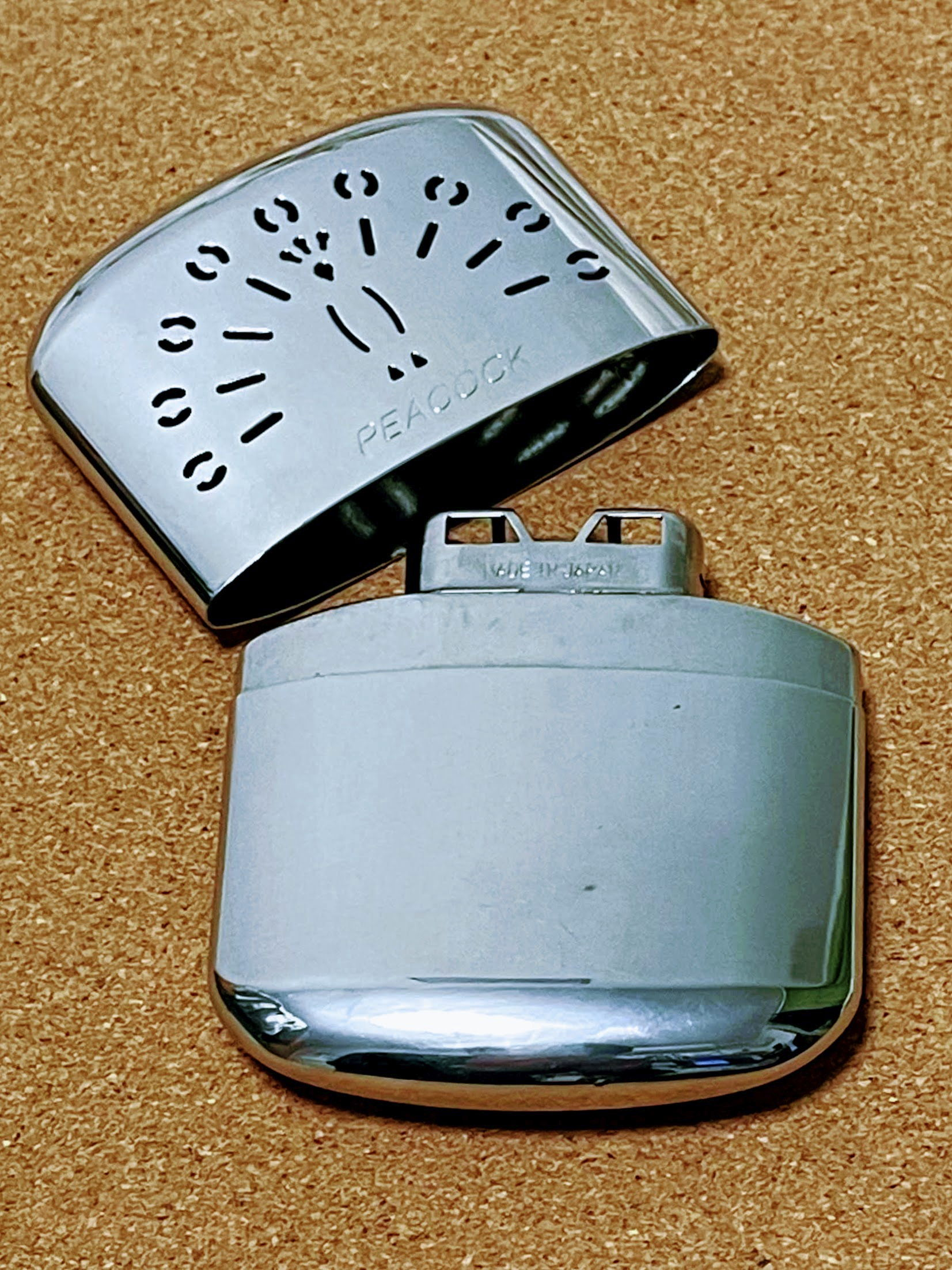
白金触媒式カイロ。ベンジンを使用する。
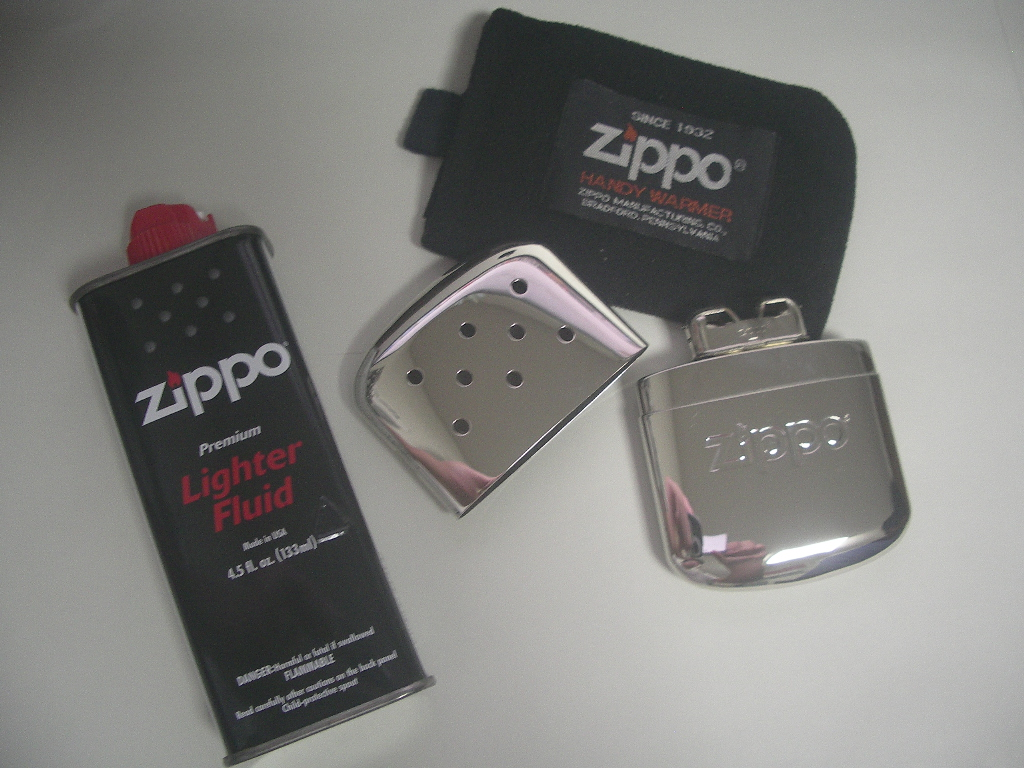
zippoジッポーハンディウォーマーとオイル
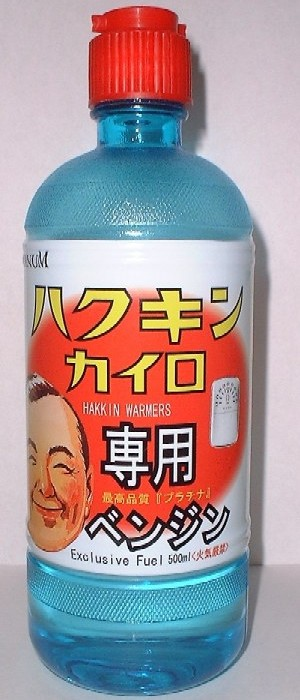
ハクキンカイロ専用ベンジン

### 使い捨てカイロ
現代の使い捨てカイロの由来については、米軍の携帯保温器が原型ともされるが、基本特許が明治時代に成立していた古いものということもあり、はっきりしない。1906年より、宇那原美喜三の宇那原支店が「火も湯もいらぬ」「不思議のあんか」「一名徳用こたつ」と銘打った製品広告を新聞各紙に出した。広告では「火を用ひざれば火災の患ひなく夜中に消え又は蒲團の損じると更に無し」「熱度は御好み次第百五十度位迄は御随意なり」「一度入れば四ヶ月熱す」などと謳っていた。定価は並一円、中一円二十銭、上一円四十銭、特製一円七十銭、送料いずれも三十銭。『滑稽新聞』155号（1908年1月20日号）によれば、本製品を取り寄せたという記事がある。製法は「鐵粉に何かを混ぜそれに水分を加へて温氣を發せしめるもの」で、使い捨てカイロそのものだが、記者によれば「幾分の熱度は放散するがそれも直に冷却して再び用を作さない、しかも一種の悪臭を放つなど、衛生上にもよからぬもので、經濟上一圓五十錢ばかり損をした」という。
1975年、アメリカ陸軍が使用していたフットウォーマーを元に、旭化成工業（現・旭化成）が鍼灸師ルートなどを通じて全国で「アッタカサン」を販売。それを原型にして、日本純水素（現：日本パイオニクス）が1978年に開発、ロッテ電子工業（後のロッテ健康産業→現在はロッテ本体に吸収合併）が「ホカロン」の商品名で使い捨てカイロを全国発売し、これがヒット商品となって一般に普及した。それぞれの発明者は、「アッタカサン」が旭化成工業の山下巌と飛高幹生、「ホカロン」が日本純水素の田浦照親と戸室美智男とされている。なお、ロッテがホカロンを最初に開発したという情報がメディアには流れているが、ロッテはあくまで販売元であり、開発元は脱酸素剤の委託先だった日本純水素である。同社はカイロの外袋を開封することで発熱が開始するタイプとし、かつ量産化のための技術開発を行った。空気に触れさせず不織布に鉄粉を詰めて密封、量産化する過程こそ、脱酸素剤の外袋開発にヒントを得たものであり、日本純水素はロッテに、大型化した脱酸素剤を共同開発しないかと話を持ちかけた。大型化に伴い酸素吸収目的で鉄粉を混合させたが、その際に水分を含んだため発熱作用が起きた。それで脱酸素剤には使えないが温熱効果を利用できるのではと開発を進めたのが使い捨てカイロであった。ちなみに、鉄粉が酸化される際の発熱作用は前述の「フットウォーマー」や「アッタカサン」でも既に利用されている技術でもある。
後になって、ホカロンの日本国内市販に向けてロッテ電子工業によって発売開始、取り扱いが簡単で、また臭いもしないことから大ヒット商品となった。日本純水素は三菱ガス化学のグループ企業であり、資本関係は一切持っていない。しかしながら、ロッテは当時から菓子用の脱酸素剤を製造委託していたため、日本パイオニクスも2010年までOEMとしてホカロンを受託製造していた。なお、桐灰化学は旭化成の1年後に1976年に携帯カイロ「ハンドウォーマー」を販売しているが、後に他社と同様に不織布を用いた「ニューハンドウォーマー」に切り替えた。
前述したように、今日見るような不織布に入った使い捨てカイロが登場したのは1978年にロッテ電子工業（現・ロッテ健康産業）から「ホカロン」が発売されて以降である。このタイプの使い捨てカイロは記録的寒波到来とも相まって、急速に販売を伸ばしていった。後にカイロ灰専業のマイコールが1978年に参入、それを皮切りに桐灰化学、白元、大日本除虫菊、フマキラーなどの家庭日用品メーカーが追随した。1979年に白元が当時比較的高価だった使い捨てカイロをコストダウン化させ、1枚100円の「ホッカイロ」を発売し北日本を中心に大ヒット、使い捨てカイロの代名詞とまでなった。翌年の1980年には大日本除虫菊が従来品を改良した「金鳥どんと」を発売、1981年にはフマキラーがミスター・ホットでカイロ業界参入。また、1981年には業界に先駆け、マイコールが衣類のポケットに収まるミニサイズの使い捨てカイロを開発した。
日本で使い捨てカイロの市場が一気に拡大したのは1980年の冬であり、国内販売額は1978年には2億円弱、1979年には10億円程度だったが、1980年には100億円以上に上昇した。
シール付きの使い捨てカイロ、いわば貼るタイプのカイロが発売されたのは1988年であり、マイコールが業界に先駆けて販売し、成功を収めた。その貼るカイロに目を付けたのが、それまで市場進出に乗り遅れていた桐灰化学であり、翌年の1989年に「桐灰はる」を発売。東日本地盤だったマイコールに対し西日本での地盤固めに成功し、インパクトのあるCMと相まって貼るカイロの知名度を高め、1997年には群馬県にも製造工場を設けて東日本に本格進出、長年使い捨てカイロ業界の首位に立つ契機となった。現在ではミニサイズ、靴下用、肩用、座布団サイズな様々なバリエーションが発売されており、冬場商品の定番となっているだけでなく、市場も貼るタイプが主力となっている。
一方で、貼らないタイプの利用目的が主に手元を温めるためというマーケティング結果に目を付け、2017年には桐灰化学が「めっちゃ熱いカイロ桐灰マグマ」を販売、専ら外での作業、レジャー向けに作られた高温（最高温度73℃）カイロであり、大きく注目を浴びた。その後はエステーが「オンパックス極熱」、興和が「ホッカイロHEAT CHARGER」、アイリスオーヤマが「ぽかぽか家族屋外専用」、そしてオカモトが市販品最高温度を謳った「快温くんプラス鬼熱」を販売するなどして市場に追随しており、高温カイロ市場では小林製薬とオカモトが業界をリードしている。一方で、従来品より最高温度を下げる代わりに長時間持続する商品、すぐに適温化される速効性の高い商品も開発されているなど多様化している。
使い捨てカイロは主に以下のブランドが発売しており、販売ルートの関係から、ロッテ以外のメーカーでは、殺虫剤・芳香剤などの家庭用衛生薬品メーカーに関与しているところが多い。また、秋から春に掛けては生活雑貨を取り扱う小売店やコンビニエンスストアのほとんどで販売されている。2020年の国内シェアによるとトップは小林製薬（桐灰カイロ）で、以下エステー（オンパックス）、興和（ホッカイロ）、アイリスオーヤマ、ロッテの順であるが、翌年には小林、アイリス、ロッテ、興和、エステーの順となるなど年々著しく変動している。このタイプはハクキンカイロに代わって現在主流の方式となっており、また、海外輸出も盛んに行われている。一方で市場競争による価格破壊が著しく、2000年代後半にフマキラーがカイロ事業から撤退、白元が企業再生の一環でホッカイロを手放したりしているほか、廉価品を多売するアイリスオーヤマがロッテや興和からシェアを奪ったりしているなどシェア争いが著しい。また、使い捨てカイロ最大手だった桐灰化学も前述の競争激化や冬期の販売不振などが影響し、結果的に小林製薬へ吸収合併されている。また、業界2位だったマイコールもエステーに一度吸収された後、2018年に分社化される変遷を辿っている。
- 桐灰カイロ（小林製薬、元は桐灰化学で販売業務提携のち、2008年に子会社化。2018年に桐灰小林製薬と改組した後2020年に吸収合併）
- オンパックス・ダンダン（エステー、後者はウエルシアとの共同開発による廉価版。元はマイコールで販売業務提携ののち吸収合併、2018年にエステーマイコールとして子会社分社化）
- ホッカイロ・ホッカイロぬくぬく当番（白元→2014年より興和。製造：興和白元古河ファクトリー→興和古河ファクトリー）
- ぬくっ子→ぽかぽか家族・あったカイロ（アイリスオーヤマ→アイリスファインプロダクツ。前身は新日鉄子会社のニッテツファインプロダクツ）
- ホカロン（ロッテ健康産業、製造：日本パイオニクスにて2010年まで実施→ロッテ）
- 快温くん・温楽→あったかくん・ダンボー（オカモト。パッケージに除湿剤『水とりぞうさん』のキャラクターを採用）
- どんと（大日本除虫菊、井脇製缶のOEM）
- 冬っ子・はるっ子（タカビシ化学）
- ホットドリーム（井脇製缶。商社を通した海外輸出が多い。その他、金鳥どんとなど多数のOEMを手掛ける）

その他、日本カイロ工業会によると三宝化学、紀陽除虫菊、児玉兄弟商会、立石春洋堂などの販売企業があり、かつてホッカイロを製造販売していた白元（現：白元アース）も、後述の電子レンジカイロの商材を持っているため当会に加盟している。なお、大手ではかつてフマキラーがミスター・ホットという使い捨てカイロを生産していたが事業撤退した後、当会を脱会している。
使い捨てカイロは、鉄粉の酸化作用を利用したカイロであり、不織布や紙の袋に空気中で酸化発熱する鉄粉を入れたものが一般的である。その他、通常触媒として鉄の酸化を速める食塩とそれを保持する高分子吸水剤、酸素を取り込むための活性炭、鉄の錆びを促進する水、水を保水するためのバーミキュライトが入れられている。安価で簡便なことなどから現在カイロの主流となっている。
この種のカイロの長所としては、「構造が簡単」「各種原料が安価」「火を用いず通常環境での最高温度が約80度以下で安全性が高い」「使用方法が簡易」などがあげられる。使用前は真空パックや無酸素包装などで酸素に触れない様に密封されており、使用時にはこれを開封する事で酸化が始まり発熱する。一方で、低温やけどに注意しなければいけない点があるため、就寝時、圧迫部や長時間同じ部位への使用、また前述の高温カイロにおいては、ほとんどの商品が屋内での使用を禁止している。
大きさや用途などにもよるが、貼らないタイプで約18 - 20時間、貼るタイプで約12 - 14時間くらいの持続時間をもつ商品が主流である。これら各商品に表示される数値はすべて同一の試験方法によって測定されたもので、JIS規格（JIS S 4100）に項目や測定方法などについての定めがある。
なお日本産業規格JIS S 4100において表記上は「使いすてかいろ」と平仮名であるが、「使い捨てカイロと（片仮名で）表記しても良い」とされる。また、日本カイロ工業会では「使い切りタイプのかいろ」という表記をしている。
その原理が酸化による発熱反応の典型であることから、中学校の理科の実験で学生が製作することがある。また、保温状態のカイロを放置することによる発火への懸念が、消費者より度々寄せられるが、一定量の酸化発熱作用である限りは発火点に到達することはまずないため、カイロ使用による失火は起こり得ない。また、日本ではカイロ工業会の規格により、規定温度以上に到達する恐れのあるカイロは生産されていない。

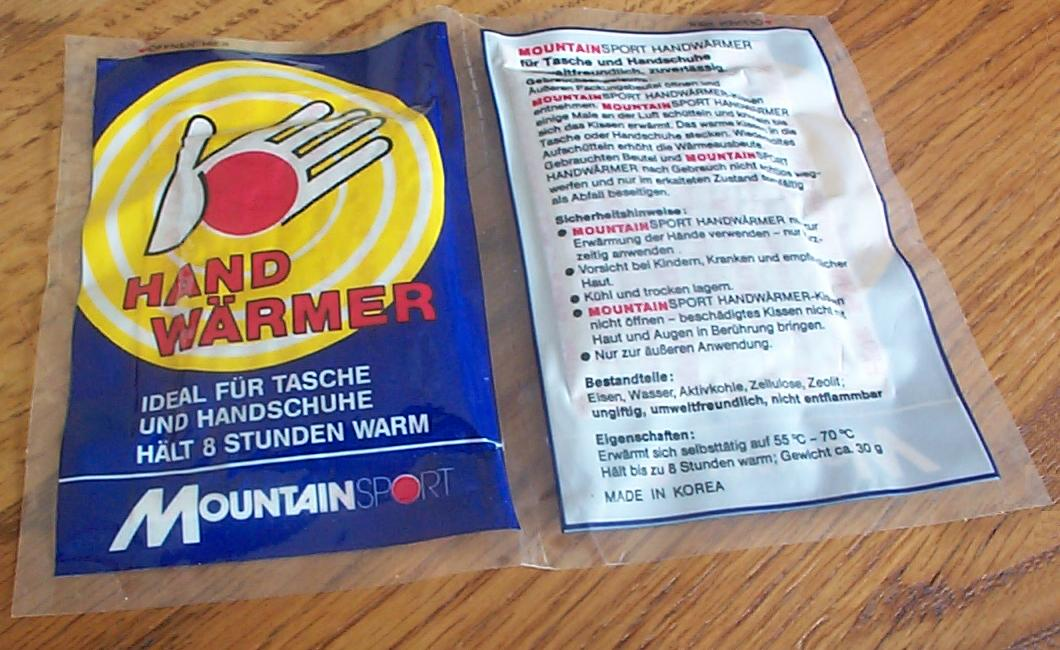
使い捨てカイロのパッケージ
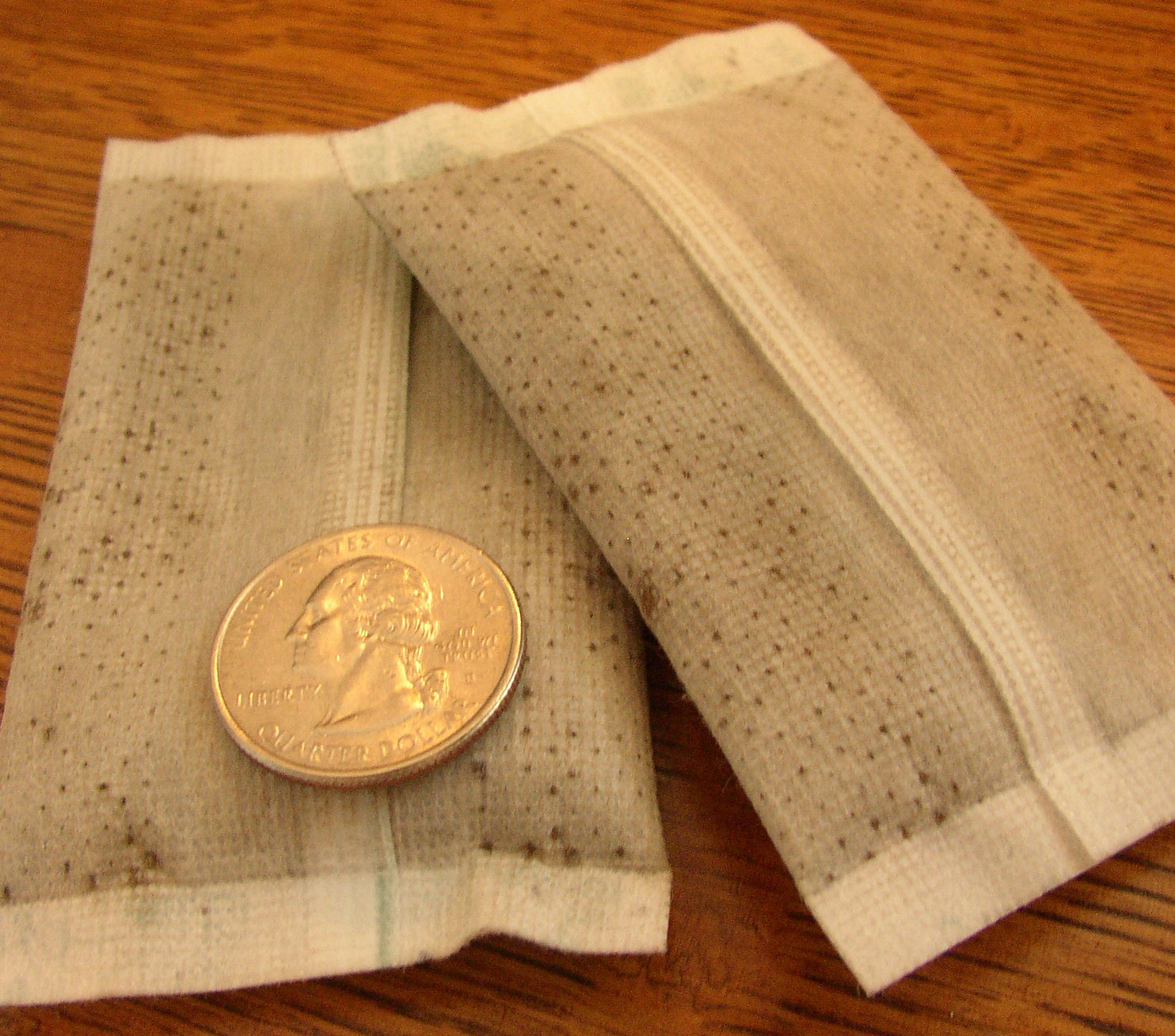
使い捨てカイロの本体
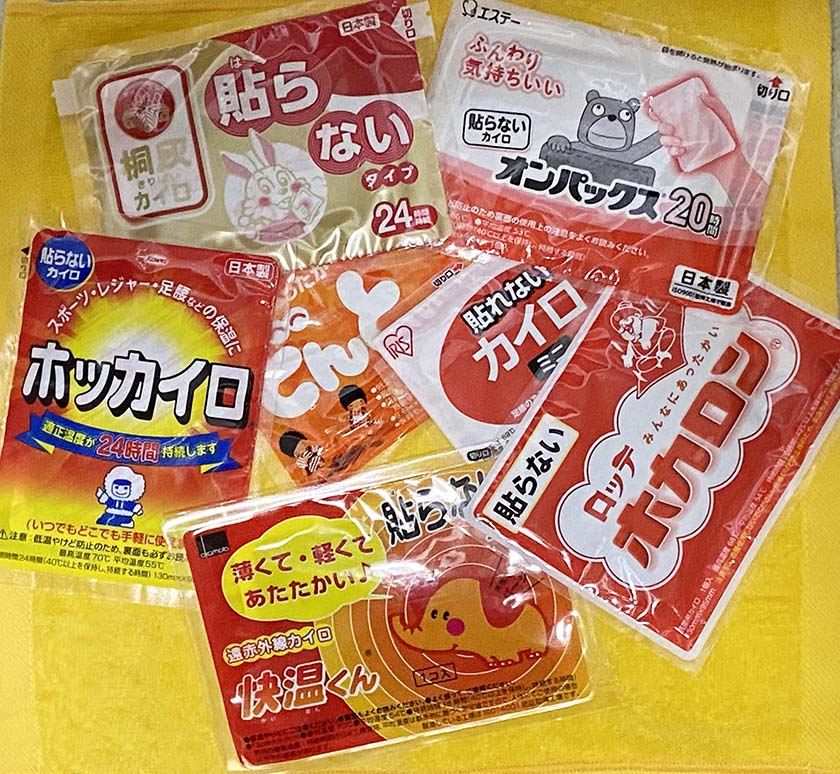
日本の市販使い捨てカイロ（貼らないタイプ）
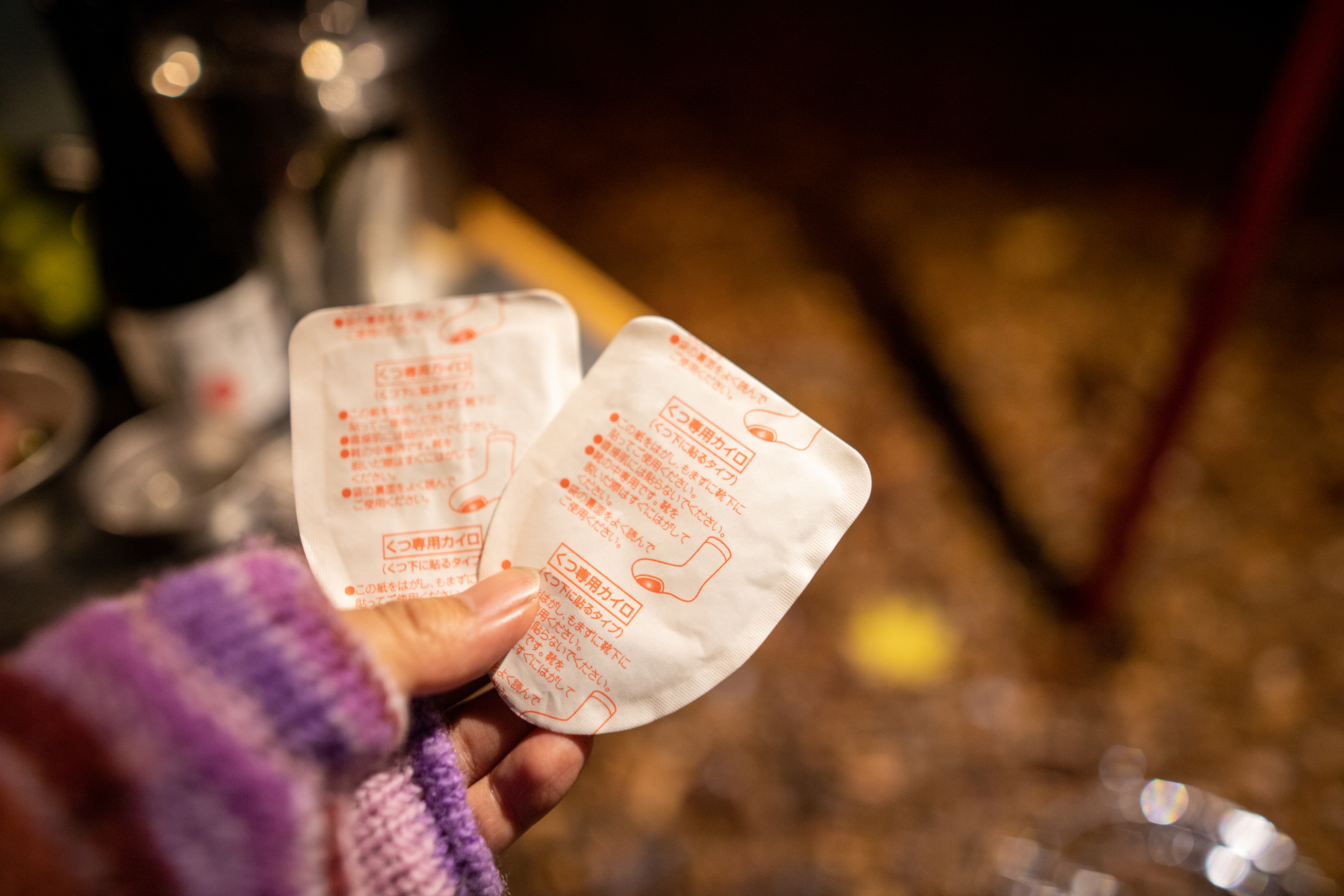
靴下に貼って使うタイプの使い捨てカイロ

### 電子レンジカイロ
中にゲル状の保温材や小豆やセラミックビーズなどが封入され、使用時に電子レンジで加熱して蓄熱させる方式のカイロ。日本ではもっぱら湯たんぽ代替として商品化されている。白元（現：白元アース）が「ゆたぽん」シリーズを2000年に発売してから一般化し、使い捨てカイロに対し就寝時にも使用できる（一部使用不可のものもあり）ため、冷え性に悩む成人女性に訴求し、ロングランヒット商品となった。ゲル状保温材で7 - 8時間、小豆、セラミックビーズ保温材のもので1時間ほど温熱が持続し、他カイロと比較して、温熱効果が緩やかであるため、就寝時に使用できることを訴求した商品が多く、また肩や腰、臀部のほか目元をリラックスさせる商品もある。白元アースの他、花王「めぐりズム」、小林製薬（桐灰シリーズ）などが生産、販売している。かつては、水や液体を保温材としたものも多かったが、破損によるやけど事故が相次ぎリコール対象となったため、ほとんど製造、発売されなくなった。また、小豆使用のものは虫による食害に注意せねばならない。

### 電池式・充電式カイロ
電池式のカイロ。日本国内だけではなく、日本国外でも人気があり多く使用されている。使用開始・停止が容易で、燃焼ガスやゴミが発生しないという大きな利点があるが、電池や回路部品の耐熱温度の関係で使い捨てカイロより発熱温度が低いものが多い。2006年10月31日に三洋電機が充電式カイロ「eneloop kairo」を発表、同年12月1日に発売している。この三洋のeneloop kairo（リチウムイオンモデル）のOEM供給を受け、ELPA(朝日電器)が『エコカイロ』として発売していた。中国製の電池式ハンドウォーマーの存在説があるが定かではない。近年では、スマートフォンを充電するためのモバイルバッテリーやLEDライトとしての機能を兼ね備えた物も販売されている。

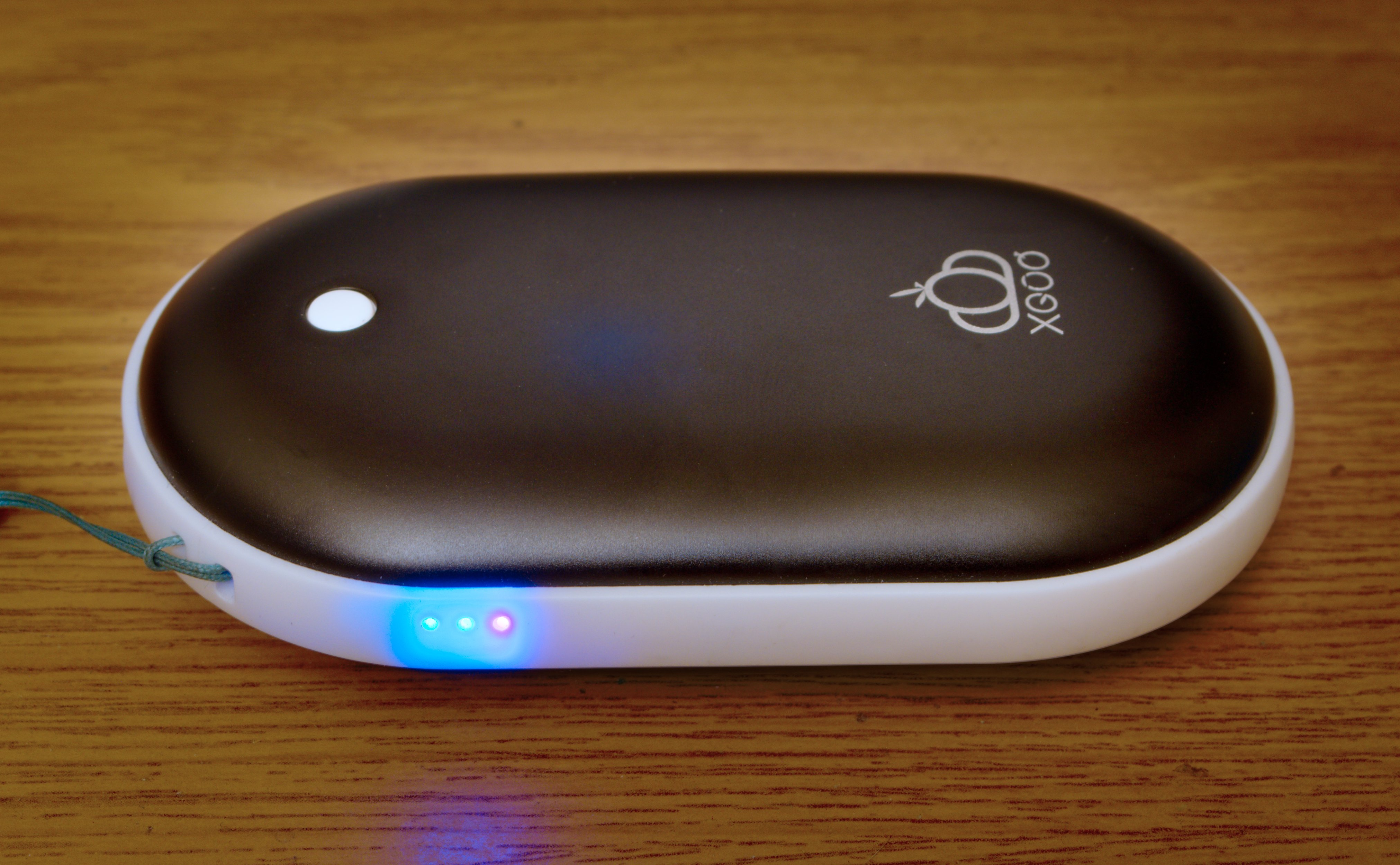
充電式カイロ

### ケミカルカイロ
酢酸ナトリウムの物理反応を利用したカイロ。使用後吸熱させることで再利用が可能。最近は酢酸水溶液などの溶液とコイン状の金属片を封入したビニールパックが「エコカイロ」などの名前で売られている。溶液は常温で過冷却状態であり、内封の金属片で刺激すると結晶化し、約50℃前後の発熱を1時間ほど持続する。放熱後は熱湯に入れ吸熱させることで繰り返し使用が可能。なお破裂する恐れがあるため、電子レンジでの加熱は禁止されている。

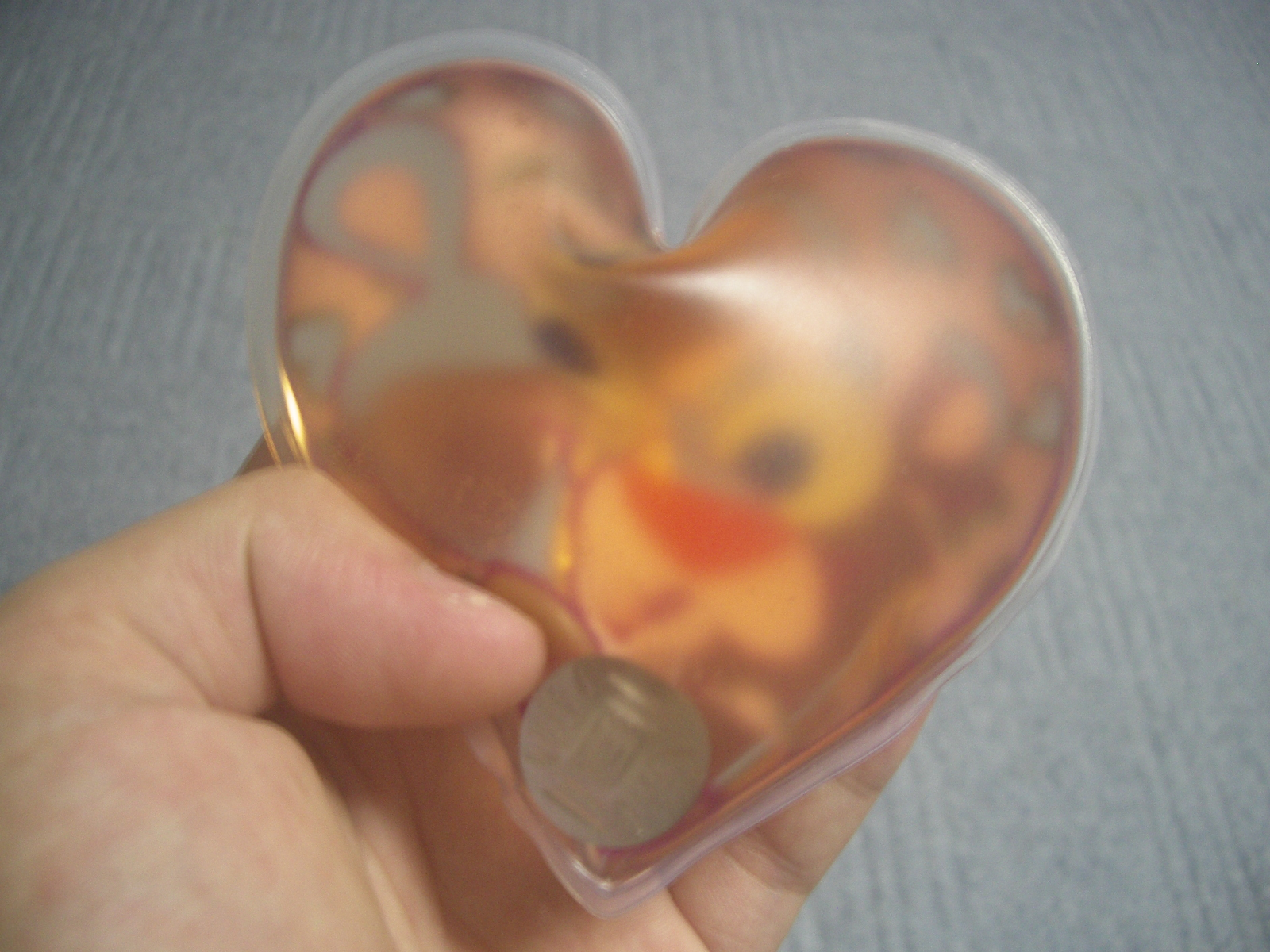
カイロと、封入されているコイン状衝撃材
- 結晶化の様子